# Canton de Charvieu-Chavagneux
Le canton de Charvieu-Chavagneux est une circonscription électorale française du département de l'Isère.

## Histoire
Un nouveau découpage territorial de l'Isère entre en vigueur à l'occasion des élections départementales de 2015. Il est défini par le décret du 18 février 2014, en application des lois du 17 mai 2013 (loi organique 2013-402 et loi 2013-403). Les conseillers départementaux sont, à compter de ces élections, élus au scrutin majoritaire binominal mixte. Les électeurs de chaque canton élisent au Conseil départemental, nouvelle appellation du Conseil général, deux membres de sexe différent, qui se présentent en binôme de candidats. Les conseillers départementaux sont élus pour 6 ans au scrutin binominal majoritaire à deux tours, l'accès au second tour nécessitant 12,5 % des inscrits au 1er tour. En outre la totalité des conseillers départementaux est renouvelée. Ce nouveau mode de scrutin nécessite un redécoupage des cantons dont le nombre est divisé par deux avec arrondi à l'unité impaire supérieure si ce nombre n'est pas entier impair, assorti de conditions de seuils minimaux. Dans l'Isère, le nombre de cantons passe ainsi de 58 à 29.
Le canton de Charvieu-Chavagneux est formé de communes des anciens cantons de Crémieu (18 communes) et de Pont-de-Chéruy (6 communes). Avec ce redécoupage administratif, le territoire du canton s'est temporairement affranchi des limites d'arrondissements, avec 18 communes incluses dans l'arrondissement de La Tour-du-Pin et 6 dans l'arrondissement de Vienne, avant que l'entièreté du canton de Charvieu-Chavagneux soit transféré à l'arrondissement de La Tour-du-Pin. Le bureau centralisateur est situé à Charvieu-Chavagneux.

## Représentation
| Période élective | Période élective | Mandat | Mandat   | Identité        | Nuance | Nuance | Qualité |
| ---------------- | ---------------- | ------ | -------- | --------------- | ------ | ------ | --- |
| 2015             | 2021             | 2015   | 2021     | Gérard Dezempte |        | LR     | Maire de Charvieu-Chavagneux (depuis 1983) Président de la Communauté de communes Lyon Saint-Exupéry en Dauphiné Président du groupe Non-inscrit Ancien conseiller général du Canton de Pont-de-Chéruy (1988-2015) |
| 2015             | 2021             | 2015   | 2021     | Annick Merle    |        | LR     | Maire de Frontonas Vice-Présidente du Conseil Départemental Ancienne conseillère générale du Canton de Crémieu (2014-2015)                                                                                         |
| 2021             | 2028             | 2021   | en cours | Gérard Dezempte |        | REC    | Conseiller sortant |
| 2021             | 2028             | 2021   | en cours | Annick Merle    |        | LR     | Conseillère sortante 3e vice-présidente chargée des ressources humaines et de l'évaluation des politiques publiques                                                                                                |

### Résultats détaillés

#### Élections de mars 2015
À l'issue du 1er tour des élections départementales de 2015, deux binômes sont en ballottage : Mireille d'Ornano et Eric Guironnet De Massas (FN, 35,52 %) et Gérard Dezempte et Annick Merle (Union de la Droite, 31,86 %). Le taux de participation est de 44 % (15 209 votants sur 34 567 inscrits) contre 49,24 % au niveau départemental et 50,17 % au niveau national.
Au second tour, Gérard Dezempte et Annick Merle (Union de la Droite) sont élus avec 58,52 % des suffrages exprimés et un taux de participation de 45,46 % (8 255 voix pour 15 715 votants et 34 567 inscrits).

#### Élections de juin 2021
Le premier tour des élections départementales de 2021 est marqué par un très faible taux de participation (33,26 % au niveau national). Dans le canton de Charvieu-Chavagneux, ce taux de participation est de 28,51 % (10 789 votants sur 37 842 inscrits) contre 31,88 % au niveau départemental. À l'issue de ce premier tour, deux binômes sont en ballottage : Gérard Dezempte et Annick Merle (LR, 40,19 %) et Guillaume Dos Santos et Lydie Dumont (RN, 20,98 %).
Le second tour des élections est marqué une nouvelle fois par une abstention massive équivalente au premier tour. Les taux de participation sont de 34,36 % au niveau national, 32,23 % dans le département et 27,81 % dans le canton de Charvieu-Chavagneux. Gérard Dezempte et Annick Merle (LR) sont élus avec 71,15 % des suffrages exprimés (6 325 voix pour 10 529 votants et 37 854 inscrits),,.

## Composition
Le canton de Charvieu-Chavagneux comprend vingt-quatre communes entières.
| Nom                                         | Code Insee | Intercommunalité                  | Superficie (km2) | Population (dernière pop. légale) | Densité (hab./km2) | Modifier                                    |
| ------------------------------------------- | ---------- | --------------------------------- | ---------------- | --------------------------------- | ------------------ | ------------------------------------------- |
| Charvieu-Chavagneux (bureau centralisateur) | 38085      | CC Lyon Saint-Exupéry en Dauphiné | 8,65             | 10 459 (2022)                     | 1 209              | modifier les données · modifier les données |
| Annoisin-Chatelans                          | 38010      | CC Les Balcons du Dauphiné        | 13,27            | 724 (2022)                        | 55                 | modifier les données · modifier les données |
| Anthon                                      | 38011      | CC Lyon Saint-Exupéry en Dauphiné | 8,82             | 1 137 (2022)                      | 129                | modifier les données · modifier les données |
| Chavanoz                                    | 38097      | CC Lyon Saint-Exupéry en Dauphiné | 8,24             | 5 090 (2022)                      | 618                | modifier les données · modifier les données |
| Chozeau                                     | 38109      | CC Les Balcons du Dauphiné        | 8,20             | 998 (2022)                        | 122                | modifier les données · modifier les données |
| Crémieu                                     | 38138      | CC Les Balcons du Dauphiné        | 6,14             | 3 543 (2022)                      | 577                | modifier les données · modifier les données |
| Dizimieu                                    | 38146      | CC Les Balcons du Dauphiné        | 9,74             | 818 (2022)                        | 84                 | modifier les données · modifier les données |
| Hières-sur-Amby                             | 38190      | CC Les Balcons du Dauphiné        | 8,73             | 1 198 (2022)                      | 137                | modifier les données · modifier les données |
| Janneyrias                                  | 38197      | CC Lyon Saint-Exupéry en Dauphiné | 10,52            | 1 911 (2022)                      | 182                | modifier les données · modifier les données |
| Leyrieu                                     | 38210      | CC Les Balcons du Dauphiné        | 6,39             | 919 (2022)                        | 144                | modifier les données · modifier les données |
| Moras                                       | 38260      | CC Les Balcons du Dauphiné        | 8,32             | 523 (2022)                        | 63                 | modifier les données · modifier les données |
| Panossas                                    | 38294      | CC Les Balcons du Dauphiné        | 7,99             | 682 (2022)                        | 85                 | modifier les données · modifier les données |
| Pont-de-Chéruy                              | 38316      | CC Lyon Saint-Exupéry en Dauphiné | 2,51             | 6 107 (2022)                      | 2 433              | modifier les données · modifier les données |
| Saint-Baudille-de-la-Tour                   | 38365      | CC Les Balcons du Dauphiné        | 21,76            | 842 (2022)                        | 39                 | modifier les données · modifier les données |
| Saint-Hilaire-de-Brens                      | 38392      | CC Les Balcons du Dauphiné        | 7,52             | 605 (2022)                        | 80                 | modifier les données · modifier les données |
| Saint-Romain-de-Jalionas                    | 38451      | CC Les Balcons du Dauphiné        | 13,65            | 3 405 (2022)                      | 249                | modifier les données · modifier les données |
| Siccieu-Saint-Julien-et-Carisieu            | 38488      | CC Les Balcons du Dauphiné        | 14,22            | 601 (2022)                        | 42                 | modifier les données · modifier les données |
| Tignieu-Jameyzieu                           | 38507      | CC Les Balcons du Dauphiné        | 13,32            | 7 944 (2022)                      | 596                | modifier les données · modifier les données |
| Trept                                       | 38515      | CC Les Balcons du Dauphiné        | 15,87            | 2 097 (2022)                      | 132                | modifier les données · modifier les données |
| Vénérieu                                    | 38532      | CC Les Balcons du Dauphiné        | 6,00             | 975 (2022)                        | 163                | modifier les données · modifier les données |
| Vernas                                      | 38535      | CC Les Balcons du Dauphiné        | 5,87             | 266 (2022)                        | 45                 | modifier les données · modifier les données |
| Veyssilieu                                  | 38542      | CC Les Balcons du Dauphiné        | 6,49             | 324 (2022)                        | 50                 | modifier les données · modifier les données |
| Villemoirieu                                | 38554      | CC Les Balcons du Dauphiné        | 13,29            | 1 890 (2022)                      | 142                | modifier les données · modifier les données |
| Villette-d'Anthon                           | 38557      | CC Lyon Saint-Exupéry en Dauphiné | 22,80            | 5 240 (2022)                      | 230                | modifier les données · modifier les données |
| Canton de Charvieu-Chavagneux               | 3804       |                                   | 248,31           | 58 298 (2022)                     | 235                | modifier les données                        |

## Démographie
En 2022, le canton comptait 58 298 habitants, en évolution de +7,58 % par rapport à 2016 (Isère : +3,07 %, France hors Mayotte : +2,11 %).
| 2013   | 2018   | 2022   |
| ------ | ------ | ------ |
| 51 230 | 55 920 | 58 298 |